# Jacques Seiler
Pour les articles homonymes, voir Seiler.
Jacques Seiler est un acteur et metteur en scène français né le 16 mars 1928 dans le 18e arrondissement de Paris et mort le 1er avril 2004 dans le 14e arrondissement de Paris,.

## Biographie
Jacques Seiler a interprété de nombreux seconds rôles au cinéma (environ 60) et des premiers rôles au théâtre, notamment sous la houlette d'Yves Robert et de Roland Dubillard. En 1970, il fonde sa compagnie.
Il est connu au cinéma pour avoir tenu le rôle du sergent Bellec dans la série des Bidasses avec Les Charlots, avec lesquels il a joué dans six films. Il fut un temps question de réaliser un film autour du personnage du sergent Bellec. Mais pour des raisons de droits, l'auteur du personnage, Claude Zidi, n'étant pas favorable à un tel film, le projet ne verra jamais le jour. Jacques Seiler avait donné son accord à son agent artistique si un tel projet était engagé.
À la télévision, il se fit remarquer dans le rôle d'Henri Desfossés qu'il interpréta dans Vidocq et dans Les Nouvelles Aventures de Vidocq.
Dans les années 1970, il était très populaire et considéré comme une vedette. Il était régulièrement invité dans des émissions de variétés, dont celles de Jean-Christophe Averty. Il attendait un premier rôle dans une comédie au cinéma, mais celui-ci n'arrivera jamais. Il resta cantonné à des seconds rôles ou de petits rôles.
Il était beaucoup plus à l'aise au théâtre, surtout dans les pièces écrites par Raymond Queneau. Il y était aussi un metteur en scène reconnu, adaptant surtout des pièces de Robert Pinget et Raymond Queneau.
Jacques Seiler se rasait régulièrement le crâne car il faisait de la plongée sous-marine.
Il meurt à Paris le 1er avril 2004 à la suite d'un cancer. Il est enterré au cimetière de Châteauneuf-Val-de-Bargis.

## Filmographie

### Cinéma
- 1957 : Ces dames préfèrent le mambo de Bernard Borderie : Bath, le steward du bateau
- 1957 : Le septième commandement : l'huissier de mairie
- 1957 : Le septième ciel : le curé
- 1957 : Sois belle et tais-toi : un inspecteur
- 1958 : À pied, à cheval et en voiture de Jean Dréville : le barman
- 1958 : Le Gorille vous salue bien de Bernard Borderie : l'inspecteur principal Antier
- 1958 : La Tête contre les murs de Georges Franju : un infirmier
- 1959 : Sergent X de Bernard Borderie
- 1960 : Le Caïd de Bernard Borderie : Pietro
- 1960 : Comment qu'elle est ? de Bernard Borderie : le commissaire
- 1960 : Le Miracle des loups d'André Hunebelle : le héraut
- 1961 : La Dénonciation de Jacques Doniol-Valcroze
- 1961 : Les Trois Mousquetaires de Bernard Borderie : Grimaud dans les deux époques du film
- 1962 : Les Mystères de Paris d'André Hunebelle : un acolyte
- 1962 : Le Chevalier de Pardaillan de Bernard Borderie : La Pince
- 1962 : La belle vie : un gendarme
- 1962 : Les Veinards de Jack Pinoteau : le barman dans le sketch
- 1963 : Mathias Sandorf de Georges Lampin :
- 1963 : Les Bricoleurs de Jean Girault : le majordome du comte
- 1963 : Le Vice et la Vertu de Roger Vadim
- 1963 : À toi de faire... mignonne de Bernard Borderie
- 1963 : Dragées au poivre de Jacques Baratier : un officier de police
- 1963 : Gibraltar de Pierre Gaspard-Huit
- 1963 : Les Gorilles de Jean Girault : le valet
- 1964 : Le Majordome de Jean Delannoy : Albert
- 1965 : Qui êtes-vous, Polly Maggoo ? de William Klein : Isidore Ducasse, le couturier
- 1965 : Les Miettes de Philippe Condroyer (court métrage)
- 1966 : La Nuit des généraux (The night of Generals) d'Anatol Litvak : un maître d'hôtel
- 1966 : Chappaqua de Conrad Rooks
- 1968 : Les Encerclés de Christian Gion : Barre
- 1968 : Erotissimo de Gérard Pirès : le bonimenteur
- 1968 : Sous le signe de Monte-Cristo d'André Hunebelle : le patron du bar
- 1969 : La Rose écorchée de Claude Mulot : le policier
- 1971 : Les Bidasses en folie de Claude Zidi : sergent Bellec
- 1972 : L'Œuf (de Félicien Marceau), film de Jean Herman : l'ancien mousse
- 1972 : Les Fous du stade de Claude Zidi : l'entraîneur
- 1973 : Le Grand Bazar de Claude Zidi : Jacques
- 1974 : Les Quatre Charlots mousquetaires d'André Hunebelle : Rochefort
- 1974 : À nous quatre, Cardinal ! d'André Hunebelle : Rochefort
- 1974 : Les Bidasses s'en vont en guerre de Claude Zidi : sergent Bellec
- 1974 : Le Jeu avec le feu de Alain Robbe-Grillet : le chauffeur de taxi, le domestique d'Erica, le prêtre
- 1990 : Merci la vie de Bertrand Blier : un inspecteur
- 1991 : On peut toujours rêver de Pierre Richard : Verlinden
- 1994 : Hey stranger de Peter Woditsch : Frans
- 1995 : Les Nuits de Vaccarès de Bernard George (court métrage)
- 1998 : J'aimerais pas crever un dimanche de Didier Le Pêcheur
- 2001 : Requiem d'Hervé Renoh : Kaloustian

### Télévision
- 1959 : En votre âme et conscience, épisode : Le Secret de Charles Rousseau de Jean Prat
- 1960 : Les Trois Sœurs (téléfilm) : Solioni
- 1961 : Un bon petit diable (téléfilm)
- 1962 : Escale obligatoire (téléfilm) : le pilote
- 1962 et 1964 : Le théâtre de la jeunesse (série) : le directeur / le capitaine
- 1963 : La Route série télévisée de Pierre Cardinal
- 1963 : La caméra explore le temps (série) : Gen. Dejean
- 1963 : L'Eau qui dort (Les Cinq Dernières Minutes no 28) de Claude Loursais : le brigadier
- 1964 : La Torture par l'espérance (téléfilm)
- 1964 : L'Enlèvement d'Antoine Bigut (téléfilm) : Joseph
- 1965 : Rocambole de Jean-Pierre Decourt (série) : Artoff
- 1967 : Vidocq de Marcel Bluwal et Claude Loursais (Série) : Henri Desfossés
- 1967 : La guerre de Troie n'aura pas lieu (téléfilm) : Oiax
- 1969 : Judith (téléfilm)
- 1969 : Thibaud ou les croisades (saison 2 épisode 6 ) de Joseph Drimal (série) : Arder ou Sergeï
- 1971-1973 : Les Nouvelles Aventures de Vidocq de Marcel Bluwal (série) : Desfossé
- 1972 : La Femme qu'a le cœur trop petit (téléfilm) : Constant
- 1972 : L'Oreille absolue (téléfilm) : Pierre
- 1974 : Malicroix (téléfilm) : Drimois
- 1978 : Lulu (téléfilm) : Rodrigo
- 1980 : Les Mystères de Paris d'André Michel (série) : le maître d'école
- 1982 : Les Joies de la famille Pinelli (téléfilm) : Charles Marek
- 1987 : Série noire (série) : Liesnard
- 1993 : Inspecteur Médeuze (série) : Abel
- 1993 : Nestor Burma (série télévisée), saison 2, épisode 5 : Un croque-mort nommé Nestor : Georges Terzian
- 1999 : Balzac (téléfilm) : le vieil officier

## Théâtre

### Comédien
- 1953 : Le Songe d'une nuit d'été de William Shakespeare, mise en scène Michel Saint-Denis, Comédie de l'Est
- 1953 : On ne badine pas avec l'amour d'Alfred de Musset, mise en scène Michel Saint-Denis, Comédie de l'Est
- 1953 : Tessa, la nymphe au cœur fidèle de Jean Giraudoux, mise en scène Michel Saint-Denis, Comédie de l'Est
- 1954 : La Sauvage de Jean Anouilh, mise en scène Michel Saint-Denis, Comédie de l'Est
- 1955 : Juge de son honneur ou l'Alcade de Zalamea de Pedro Calderón de la Barca, mise en scène Daniel Leveugle, Comédie de l'Est
- 1955 : La Tragédie de Roméo et Juliette de William Shakespeare, mise en scène Michel Saint-Denis, Comédie de l'Est
- 1956 : Le Voleur d'enfants de Jules Supervielle, mise en scène Michel Saint-Denis, Comédie de l'Est
- 1956 : Amphitryon 38 de Jean Giraudoux, mise en scène Claude Sainval, Comédie des Champs-Élysées
- 1958 : Ubu roi d'Alfred Jarry, mise en scène Jean Vilar, TNP Théâtre de Chaillot
- 1958 : Œdipe d'André Gide, mise en scène Jean Vilar, TNP Festival de Bordeaux, Festival d'Avignon
- 1958 : Lorenzaccio d'Alfred de Musset, mise en scène Jean Vilar, TNP Festival d'Avignon
- 1958 : Les Caprices de Marianne d'Alfred de Musset, mise en scène Jean Vilar, TNP Festival d'Avignon
- 1958 : Œdipe d'André Gide, mise en scène Jean Vilar, TNP Festival d'Avignon
- 1959 : Mère Courage de Bertolt Brecht, mise en scène Jean Vilar, TNP Festival d'Avignon
- 1959 : Le Songe d'une nuit d'été de William Shakespeare, mise en scène Jean Vilar, TNP Festival d'Avignon
- 1959 : Mère Courage de Bertolt Brecht, mise en scène Jean Vilar, TNP Festival d'Avignon
- 1959 : La Mort de Danton de Georg Büchner, mise en scène Jean Vilar, TNP Théâtre de Chaillot
- 1960 : Ubu roi d'Alfred Jarry, mise en scène Jean Vilar, TNP Théâtre de Chaillot
- 1960 : La Résistible Ascension d'Arturo Ui de Bertolt Brecht, mise en scène Jean Vilar et Georges Wilson, TNP Théâtre de Chaillot
- 1962 : La Maison d'os de Roland Dubillard, mise en scène Arlette Reinerg, théâtre de Lutèce
- 1967 : Le Désir attrapé par la queue de Pablo Picasso, mise en scène de Jean-Jacques Lebel, Festival de la Libre expression de Saint-Tropez
- 1967 : Les ancêtres redoublent de férocité de Kateb Yacine, mise en scène Jean-Marie Serreau, TNP Théâtre de Chaillot
- 1968 : Les Soldats de Jakob Michael Reinhold Lenz, mise en scène Patrice Chéreau, théâtre de Chaillot
- 1968 : Le Prix de la révolte au marché noir de Dimítris Dimitriádis, mise en scène Patrice Chéreau, Théâtre de la Commune, théâtre du Gymnase, théâtre de la Cité de Villeurbanne
- 1969 : Le Prix de la révolte au marché noir de Dimítris Dimitriádis, mise en scène Patrice Chéreau, Comédie de Saint-Étienne
- 1970 : Opérette de Witold Gombrowicz, mise en scène Jacques Rosner, TNP théâtre de Chaillot
- 1971 : Le Gobe-douille sketches de Roland Dubillard, Guy Foissy, Christopher Frank et Jean-Claude Grumberg, mise en scène Jacques Seiler, théâtre La Bruyère
- 1971 : La Mort de Lady Chatterley de Christopher Frank, mise en scène Jacques Seiler, théâtre du Vieux-Colombier
- 1972 : Où boivent les vaches de Roland Dubillard, mise en scène Roger Blin, théâtre Récamier
- 1972 : Le Poignard masqué d'Auguste Anicet-Bourgeois, mise en scène Jacques Seiler, théâtre Hébertot
- 1974 : Pol d'Alain Didier-Weill, mise en scène Jacques Seiler, Théâtre de la Gaîté-Montparnasse
- 1977 : Quoat-Quoat de Jacques Audiberti, mise en scène Georges Vitaly, théâtre La Bruyère
- 1980 : Exercices de style de Raymond Queneau, mise en scène Jacques Seiler, Petit Montparnasse
- 1982 : Exercices de style de Raymond Queneau, mise en scène Jacques Seiler, Théâtre des Célestins
- 1984 : La Bagarre de Roger Vitrac, mise en scène Jacques Seiler, théâtre de l'Atelier
- 1987 : Variations sur le canard de David Mamet, mise en scène Jacques Seiler, théâtre de Poche Montparnasse
- 1989 : Monsieur Songe de Robert Pinget, mise en scène Jacques Seiler, théâtre de Poche Montparnasse
- 1990 : Monsieur Songe de Robert Pinget, mise en scène Jacques Seiler, théâtre de l'Œuvre
- 1990 : Exercices de style de Raymond Queneau, mise en scène Jacques Seiler, théâtre de l'Œuvre
- 1996 : Le Bal des voleurs de Jean Anouilh, mise en scène Jean-Claude Idée, théâtre Montparnasse
- 1997 : Quelqu'un de Robert Pinget, mise en scène Jacques Seiler, Petit Montparnasse, théâtre de Poche Montparnasse

### Metteur en scène
- 1971 : Le Gobe-douille sketches de Roland Dubillard, Guy Foissy, Christopher Frank et Jean-Claude Grumberg, théâtre La Bruyère
- 1971 : La Mort de Lady Chatterley de Christopher Frank, théâtre du Vieux-Colombier
- 1972 : Le Poignard masqué d'Auguste Anicet-Bourgeois, théâtre Hébertot
- 1979 : Autour de Mortin de Robert Pinget, théâtre Essaïon
- 1974 : Pol d'Alain Didier-Weill, théâtre de la Gaîté-Montparnasse
- 1977 : Topiques de Jacques Le Marquet, Café de la Gare
- 1979 : La Maison d'os de Roland Dubillard, Studio des Champs-Élysées
- 1982 : La Bagarre de Roger Vitrac, théâtre de l'Atelier
- 1982 : La Statue de la Liberté de A.B. Kern, Maison de la Culture de Bourges
- 1984 : La Bagarre de Roger Vitrac, théâtre de l'Atelier
- 1985 : Pasodoble de Jacques Le Marquet[5], théâtre du Petit Montparnasse
- 1987 : Variations sur le canard de David Mamet, théâtre de Poche Montparnasse
- 1987 : Autour de Mortin de Robert Pinget, théâtre Tristan Bernard
- 1988 : À ta santé, Dorothée de Remo Forlani, théâtre de la Renaissance
- 1989 : Monsieur Songe de Robert Pinget, théâtre de Poche Montparnasse
- 1990 : Monsieur Songe de Robert Pinget, théâtre de l'Œuvre
- 1990 : Exercices de style de Raymond Queneau, théâtre de l'Œuvre
- 1993 : La Peau des autres de Jordan Plevnes, théâtre Silvia Monfort
- 1994 : Théo ou le temps neuf de Robert Pinget, théâtre Mouffetard
- 1995 : Casanova, ou les fantômes de la passion, théâtre Mouffetard
- 1997 : Quelqu'un de Robert Pinget, Petit Montparnasse, théâtre de Poche Montparnasse

## Doublage

### Films
- 1975 : Vol au-dessus d'un nid de coucou : Taber (Christopher Lloyd)